# Alain Besançon
Alain Besançon, francoski zgodovinar, profesor in pisatelj, * 25. april 1932 Pariz, Francija, † 9. julij 2023
Besançon je preučeval intelektualno zgodovino in rusko politiko. Kot profesor je delal v Parizu in ZDA. Od leta 1965 do 1992 je bil direktor študija na École des hautes études en sciences sociales v Parizu. Leta 1996 je bil izvoljen v Académie des sciences morales et politiques Instituta de France.
V svoji karieri je napisal več kot dvajset knjig. Pet let je bil član francoske komunistične partije, po izstopu pa se je zaradi zavestnega popravljanja zablode posvetil več desetletnemu raziskovanju totalitarizmov, zlasti sovjetskega komunizma. 
Njegova knjiga L'Image interdite, une histoire intellectuelle de l'iconoclasme (1994) je bila leta 2000 prevedena v angleščino kot The Forbidden Image: An Intellectual History of Iconoclasm in izdana pri University of Chicago Press.